# Мёйден
Мёйден (нидерл. Muiden) — город и бывшая община в нидерландской провинции Северная Голландия. Расположен в 15 км к юго-востоку к востоку от Амстердама. Площадь общины — 36,51 км², из них 14,45 км² составляет суша. Население по данным на 1 января 2007 года — 6 660 человек. Средняя плотность населения — 182,4 чел/км².
1 января 2016 года объединился с общинами Нарден и Бюссюм в общину Гойсе-Мерен.
Деревня Мёйдерберг также входила в общину Мёйдена. Среди достопримечательностей Мёйдена первое место занимает тщательно отреставрированный средневековый замок Мёйдерслот. Кроме того, здесь находится форт Мёйзенфорт, который являлся частью системы оборонительных сооружений Амстердама.
В Мёйдене происходит часть действия романа Андрея Круза «Те, кто выжил» из серии «Эпоха мёртвых».

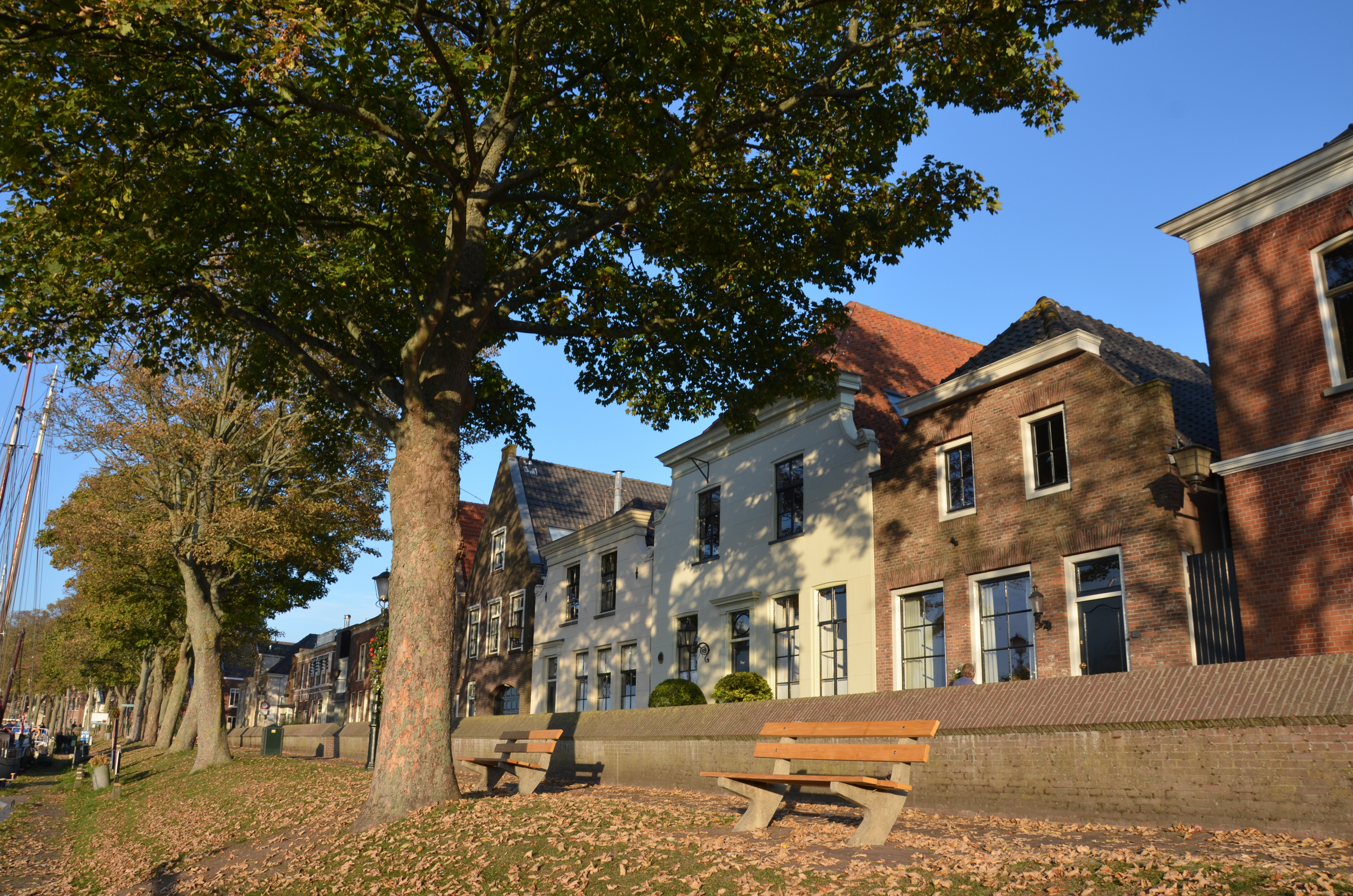
Набережная в Мёйдене
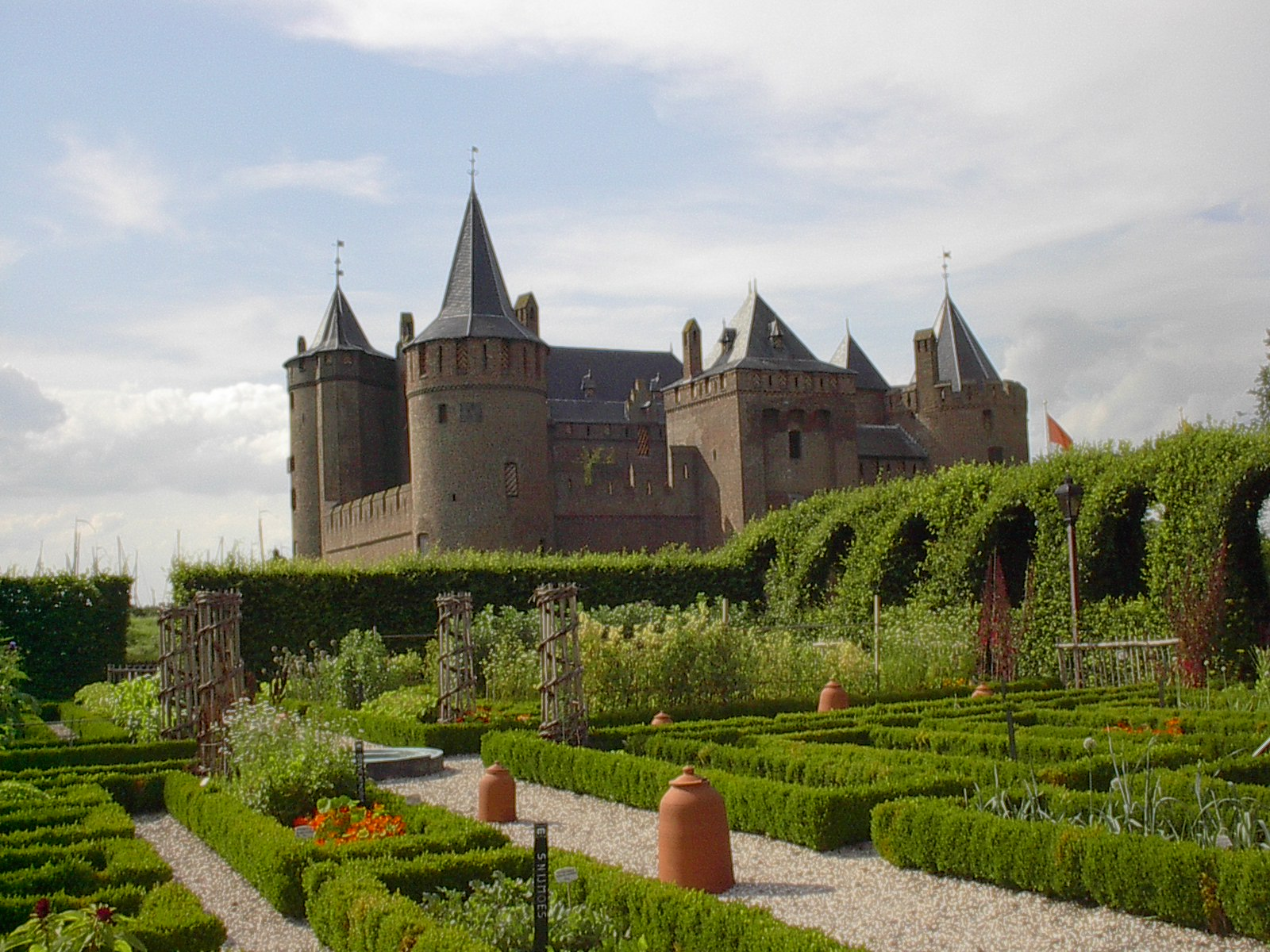
Замок Мёйдерслот
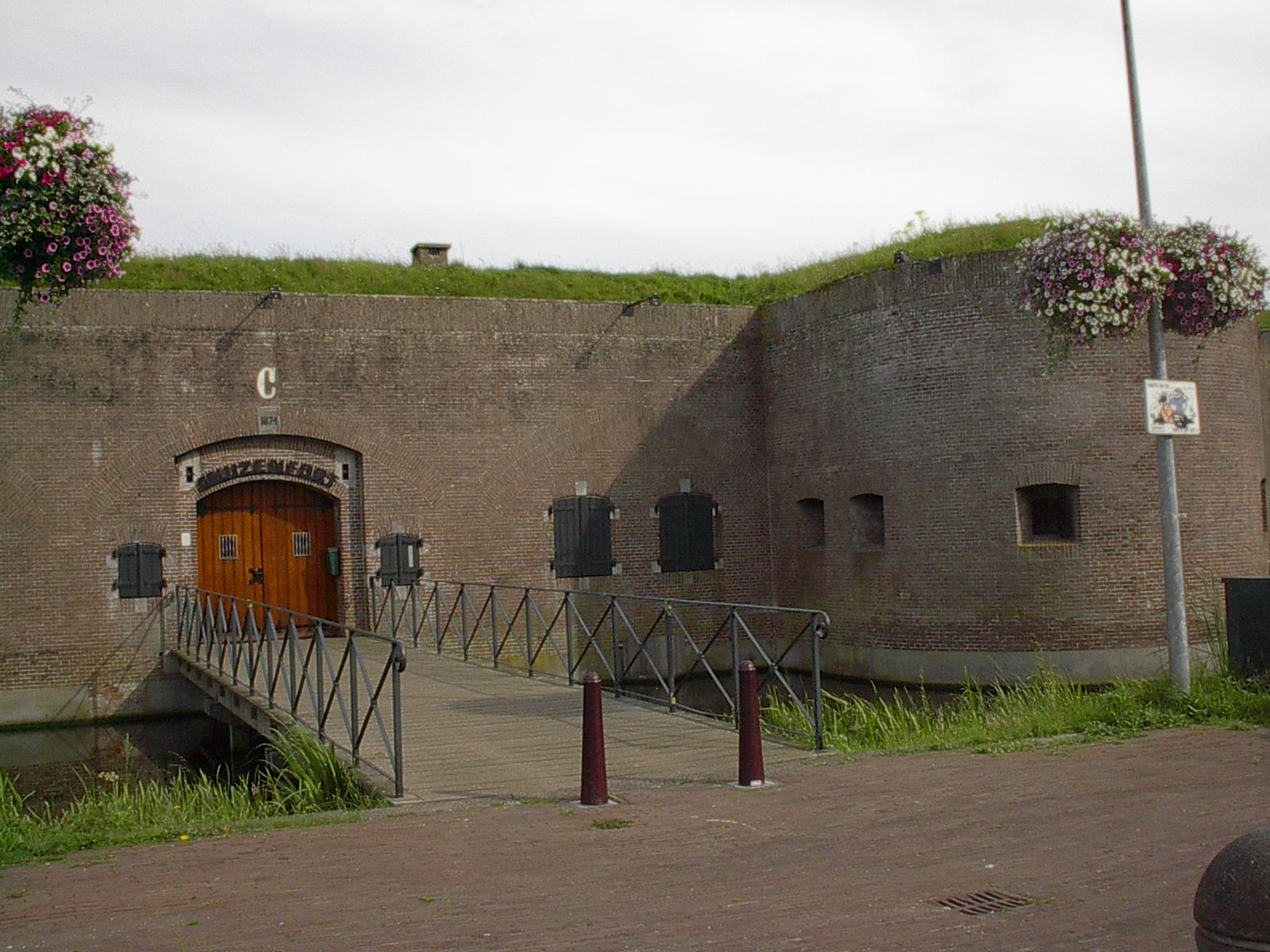
Мёйзенфорт